# Boucif Ouled Askeur
Boucif Ouled Askeur (em árabe: بوسيف أولاد عسكر) é uma cidade e comuna localizada na província de Jijel, Argélia. Segundo o censo de 2008, a população total da cidade era de 13 416 habitantes.